# Cambra de Comerç de Terrassa
La Cambra de Comerç de Terrassa és una corporació de dret públic fundada a Terrassa el 28 de juny de 1886 amb seu a Terrassa, i regulada per la llei 3/93 i per la llei 14/2002 de Catalunya. Fou la primera cambra de comerç en constituir-se a Catalunya, i la tercera a Espanya. Des de 2019 el seu president és Ramon Talamàs.

## Objectius
Té com a finalitat oferir informació, assessorament i formació per millorar la gestió de les empreses, fomentar la promoció de la internacionalització, afavorir els interessos generals de les empreses i comprometre's activament amb el desenvolupament econòmic de la seva demarcació, el Vallès Occidental (té dues subseus a Rubí i Sant Cugat del Vallès) i proporcionar les actuacions necessàries per al foment del comerç i la indústria. El 1985 va rebre la Creu de Sant Jordi de la Generalitat de Catalunya.

## Òrgans de govern
El Ple és el màxim òrgan de govern de la Cambra i està format per 36 membres que representen els diferents sectors de l'activitat econòmica de la demarcació de Terrassa, distribuïts d'acord amb la seva importància econòmica. És l'òrgan màxim de govern i de representació i, com a tal, adopta els acords principals per a la vida de la Cambra i fixa les grans línies de l'acció corporativa.
El Comitè Executiu de la Cambra actua com a òrgan de govern permanent de gestió, administració i proposta de la Cambra i es responsabilitza de la direcció institucional de l'entitat. Està format pel President, tres Vicepresidents, el Tresorer i set Vocals, elegits tots ells entre els membres del Ple.
També hi ha Comissions consultives formades per empresaris i persones vinculades al món econòmic i empresarial que tenen com a finalitat promoure estudis i projectes de defensa dels interessos dels empresaris, fer aportacions que afavoreixin i fomentin el desenvolupament estratègic de la demarcació i ajudar a la Cambra a posicionar-se en aquells temes de representació i actualitat empresarial. Actualment, hi ha formades les Comissions de Comerç Internacional, Indústria i Innovació Tecnològica, Medi Ambient i Qualitat i Comerç, Serveis i Turisme.